# Terezské údolí
Přírodní rezervace Terezské údolí je tvořena cennými částmi Terezského údolí, rozprostírající se mezi obcemi Náměšť na Hané a Laškov na rozmezí okresu Olomouc a Prostějov. Přírodní rezervace je jádrem několikanásobně rozsáhlejšího Přírodního parku Terezské údolí (vyhlášen roku 1996), který tvoří širší zalesněná oblast. Zatímco přírodní park je celý v okrese Olomouc, přírodní rezervace malou částí vybíhá i do sousedního okresu Prostějov. Území přírodní rezervace je ve správě Krajského úřadu Olomouckého kraje. Celá oblast je přínosná i archeologicky.

## Předmět ochrany
Důvodem ochrany je soubor biotopů, tvořený meandrující říčkou Šumicí v inverzním zaříznutém údolí, luční nivou, údolními jasanoolšovými luhy a teplomilnou rozvolněnou doubravou na jižních svazích údolí s populacemi ohrožených druhů rostlin a živočichů.

## Přírodní podmínky

### Geologie a Geomorfologie
Geomorfologicky lze charakteristiku oblasti řadit mezi kernou stavbu a samotný profil údolí říčky Šumice se vyznačuje stavbou průlomového údolí. Převážná část Přírodního parku Terezské údolí náleží k Zábřežské vrchovině, resp. k její nejjižnější části. Po stránce zalesnění náleží k Drahanské vrchovině a patří do mírně teplé klimatické oblasti dle klasifikace 11 (MT11).
Nejrozšířenějším půdním typem je v celé oblasti parku kambizem a zmiňovaná oblast leží na rozhraní hercynského a alpsko-himálajského systému.

### Hydrogeografie
Jádrem přírodní rezervace je údolí říčky Šumice. Její tok s rozmanitými biotopy je zajímavým turistickým i badatelským místem.
Šumice pramení východně od obce Luká na Olomoucku ve výšce 485 m n. m., její tok směřuje jiho-jihovýchodním směrem. Několik kilometrů pod obcí Laškov, v místě pravostranného přítoku Přemyslovského potoka, se její tok prudce stáčí vlevo, takže rezervací protéká od jihozápadu k severovýchodu. U Tešetic se vlévá do řeky Blata, která je pravostranným přítokem řeky Moravy. Tok Šumice měří 23 kilometrů, z čehož přibližně 5 km je součástí Terezského údolí.
V samotné rezervaci vytváří říčka různá zákoutí a meandry. Má vedlejší říční rameno s jeho vlastním přítokem, který pramení nedaleko vrcholu Křemela a v některých částech rezervace vytváří mokřady. Naučná stezka Terezským údolím prochází z části právě mezi samotnou říčkou a jejím vedlejším ramenem.

### Flora
Terezské údolí je součástí Drahanského bioregionu. Z rostlin zde lze spatřit mochnu písečnou (Potentilla incana), chrpu luční (Centaurea jacea) na sušších místech bělozárku větevnatou (Anthericum ramosum) nebo čilimník řezenský (Chamaecytisus ratisbonensis), rozšířena je ve zdejších mokřadech i jinak ohrožená orchidej prstnatec pleťový (Dactylorhiza incarnata), tužebník jilmový (Filipendula ulmaria), pomněnka bahenní (Myosotis scorpioides), dále se v tomto chráněném území vyskytuje lilie zlatohlavá (Lilium martagon), vedená jako ohrožený rostlinný druh. Nedílnou částí přírodního parku je i kosatec sibiřský (Iris sibirica) a kosatec žlutý (Iris pseudacorus) či ladoňka dvoulistá (Scilla bifolia), místy roste suchopýr pochvatý (Eriophorum vaginatum) a v podmáčené půdě je hojně roztroušený blatouch bahenní (Caltha palustris). Z trsnatých trav lze vyjmenovat ovsík vyvýšený (Arrhenatherum elatius) nebo psárku luční (Alopecurus pratensis), z travin metlici trsnatou (Deschampsia cespitosa).
V pozdně letních a podzimních měsících je možno v přírodním parku spatřit rozkvetlý ocún jesenní (Colchicum autumnale).
Zachovalá původní lesní společenstva, která se nachází v celém přírodním parku, představují pestrou směsici lužních lesů s převahou olšin. Na svazích se vyskytují doubravy blízké svým charakterem acidofilních typu, obdobně je zde k vidění dubohabrový háj. V oblasti přírodního parku je vysazena i nepůvodní dřevina v podobě smrčin.
Terezské údolí je pro svůj jedinečný charakter prosluněné krajiny s příkrými srázy spolu s dostatečně provlhčenou a výživnou půdou a teplomilnými doubravami, štědré i na nejrůznější bylinné druhy, jako je například náprstník velkokvětý (Digitalis grandiflora), medovník meduňkolistý (Melittis melissophyllum), tolita lékařská (Vincetoxicum hirundinaria), krvavec toten (Sanguisorba officinalis), modrokvětý a na podzim kvetoucí rozrazil klasnatý (Veronica spicata), nachově zbarvený hvozdík kartouzek (Dianthus carthusianorum), dále pak jaterník podléška (Hepatica nobilis) či kakost krvavý (Geranium sanguineum).

### Fauna
Oblast kolem říčky Šumice je sídlem různých druhů obojživelníků, plazů, hmyzu a dalších bezobratlých živočichů. Terezské údolí je taktéž významnou ornitologickou lokalitou.
Z obojživelníků některé jmenovitě: Čolek obecný (Lissotriton vulgaris), Čolek horský (Ichthyosaura alpestris) , Mlok skvrnitý (Salamandra salamandra , Ropucha obecná (Bufo bufo), Ropucha zelená (Bufotes viridis), Skokan štíhlý (Rana dalmatina, Rana agilis), Skokan hnědý (Rana temporaria). V pestré třídě hmyzu lze pro příklad uvést: Z motýlů - Batolec červený (Apatura ilia), Batolec duhový (Apatura iris), Okáč třeslicový (Coenonympha glycerion), Okáč voňavkový (Brintesia circe), Perleťovec stříbropásek (Argynnis paphia). Z brouků, Svižník polní (Cicindela campestris,Střevlík kožitý (Carabus coriaceus), Střevlík zahradní (Carabus hortensis).
a jiní. Z plazů, Ještěrka obecná (Lacerta agilis), Slepýš křehký (Anguis fragilis), Užovka obojková (Natrix natrix), Užovka podplamatá (Natrix tessellata), jejíž výskyt je vzácný. Z ornitologického hlediska se jedná o zajímavou oblast jednak ptáků, kteří tímto údolím migrují: Orel mořský (Haliaeetus albicilla) nebo Pisík obecný (Actitis hypoleucos) stejně tak těch, co zde hnízdí: Čáp černý (Ciconia nigra), Datel černý (Dryocopus martius), Datel černý (Dryocopus martius), Dlask tlustozobý (Coccothraustes coccothraustes), Jestřáb lesní (Accipiter gentilis), Kalous ušatý (Asio otus), Káně lesní (Buteo buteo), Konipas horský (Motacilla cinerea), Ledňáček říční (Alcedo atthis), Lejsek bělokrký (Ficedula albicollis), Skorec vodní (Cinclus cinclus), Střízlík obecný (Troglodytes troglodytes), Výr velký (Bubo bubo).

## Územní rozsah a charakter přírodního parku a rezervace

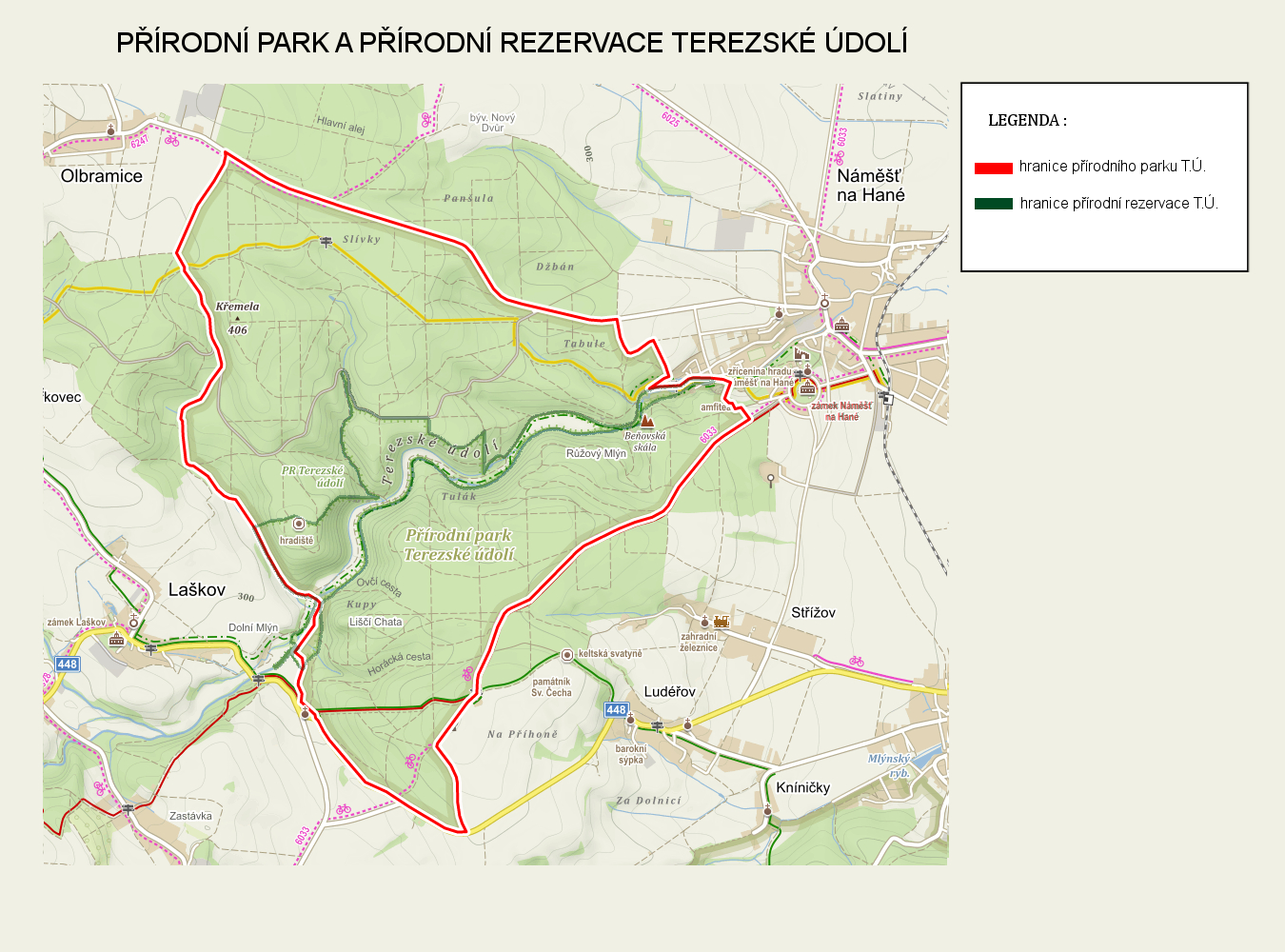
mapa Terezského údolí – přírodní park a rezervace

### Přírodní park Terezské údolí
Dnem 2. ledna roku 1996 vznikl vyhlášením okresního úřadu v Olomouci oficiálně Přírodní park Terezské údolí, který se rozkládá na ploše přibližně 7,6 km². Tvoří jej bohatý a pestrý komplex lesů i luk a zároveň vlastní údolí říčky Šumice i s přilehlými svahy. Je rozprostřen mezi obcemi Olbramovice, Náměšť na Hané, Ludéřov, Střížov a Laškov. Nejvyšším bodem je vrch Křemela (406 m n. m.), dalšími vyvýšenými body jsou vrchy Stančov (387 m n. m.) a Rmíz (368 m n. m.), kde stávalo v době eneolitu hradiště a místo je i zajímavé z pohledu archeologických nálezů z různých období. Oblast je taktéž zajímavá z historického hlediska pro svoji soustavu stezek.
Hranice přírodního parku tvoří trojúhelníkový polygon s vrcholy u obcí Náměšť na Hané, Olbramovice a místo, kde silnice č. 448 mezi obcemi Laškov a Ludéřov tvoří zatáčku. Jedná se o cíp lesního porostu s parcelním číslem 987/18. Severní část přírodního parku ohraničuje silnice III/37340 mezi Olbramicemi a Náměští na Hané, západní pak údolí pod vrcholem Křemelou a přirozený okraj lesního porostu. Jihovýchodní hranici tvoří Svatojakubsko-Moravskoslezská cesta, po níž vede část cyklotrasy č. 6033.

### Přírodní rezervace Terezské údolí
Tato rezervace vznikla nařízením č. 5/2006 (KO) Olomouckého kraje dne 21. září 2006 pod usnesením č. UR/44/26/2006.
Jádro rezervace tvoří řečiště říčky Šumice a jeho přilehlé okolí, včetně svahů, mokřadů, luk a jiných biotopů této oblasti. Délka rezervace je přibližně 6 kilometrů, v nejširším místě až 900 metrů. Většinou se šířka tohoto údolíčka pohybuje mezi 100 až 200 m. Rezervace má rozlohu 85,9 ha. Jejím nejvyšším vrcholem je Rmíz (368 m n. m.). Výškový rozdíl mezi touto výškovou kótou a místem vstupu do rezervace od Náměště na Hané, které je nejníže položeno, činí přibližně 120 m.
Rezervací vede podél říčky naučná stezka, která návštěvníkovi přiblíží pomocí informačních tabulí místní biosystém i historii Terezského údolí.

## Turistika
Přírodním parkem vedou dvě turistické trasy. Obě začínají v Náměšti na Hané. Žlutě značená stezka prochází severní zpevněnou cestou do Krakovce, jižní, stezka červeně značená stezka, vede po hranicích parku a ústí pod Laškovem, kde pokračuje dál do Přemyslovic a na Stražisko. Trasy jsou sjízdné i na kole.
Hlavním turistickým lákadlem je Naučná stezka Terezským údolím. Provází ji dvanáct zastavení. Vstupní panely jsou v Náměšti na Hané a Laškově. Texty návštěvníky postupně seznamují s historií a legendami spojených s těmito místy i unikátností zdejší přírody. Například první tři zastavení popisují historii Náměště na Hané, dále místa zvaného Beňovská skála a Růžového mlýna, které jsou součástí rezervace. Je zde vysvětlen i původ názvu údolí, kdy byla na Dolním zámku (dnes sladovna) v Náměšti neprávem vězněna dívka Terezka.
Zpříjemněním pro turisty je i pramen vyvěrající v blízkosti stezky nedaleko Růžového mlýna.
Turisticky vyhledávanými místy je i Stančovská rokle, oblast Glecárka, Bažiny u Ružáku či okolí skalního ostrohu Rmíz, pro svoji přírodní rozmanitost a různost květeny.

## Archeologická a historická místa
V okolí Terezského údolí je řada historických lokalit, jako například v Laškově či Náměšti na Hané. Při vstupu od Náměště do Terezského údolí se nachází Růžuv mlýn, o kterém je záznam již v druhé polovině 18. století. Později sloužil i hájovna.
U Ludéřova se nachází Švédské šance, pozůstatky opevnění v podobě valů a příkopů z dob třicetileté války. Stejná lokalita je údajně zároveň i kultovním místem Keltů z 1. století př. n. l..

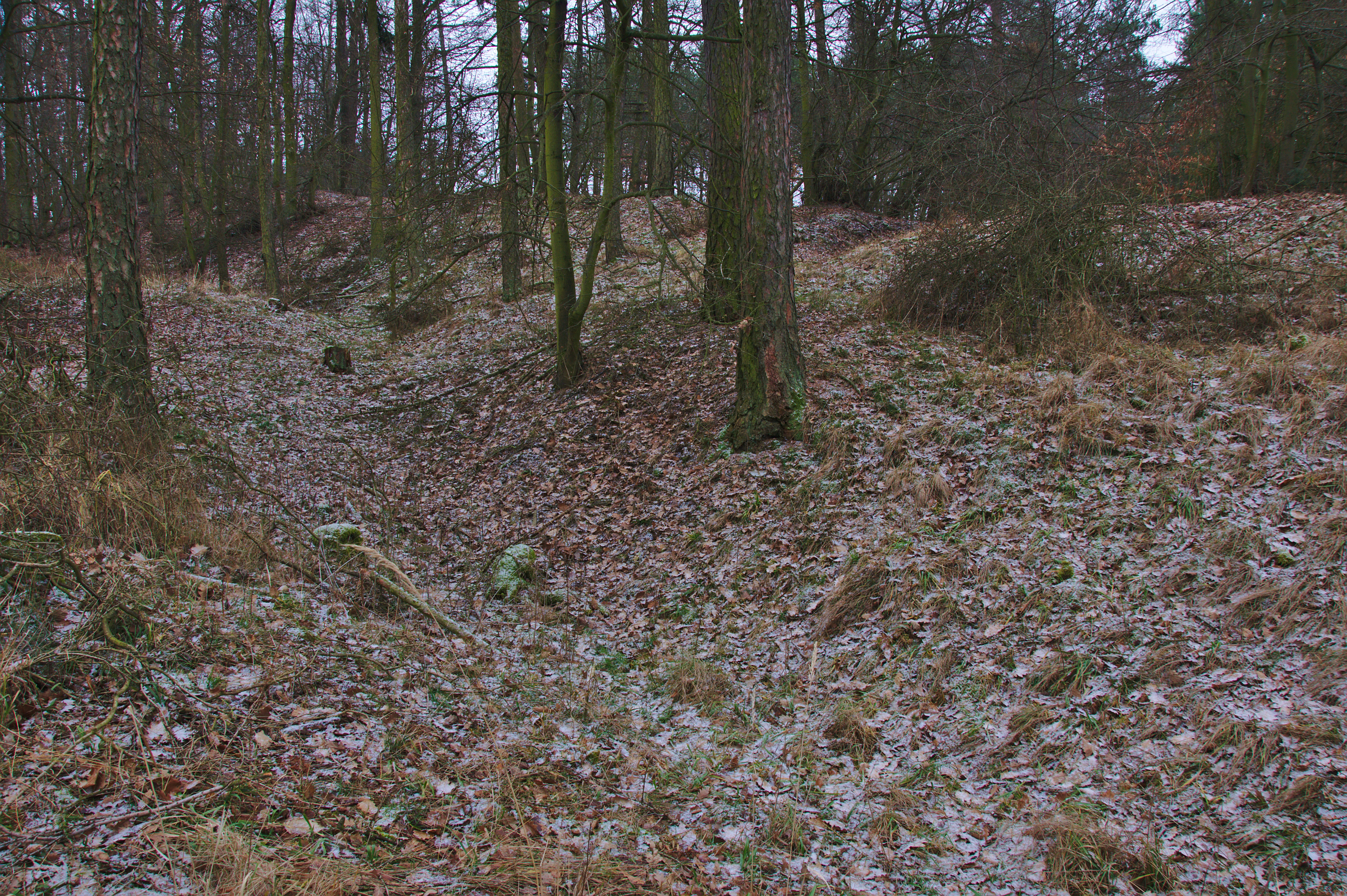
Hradiště Rmíz u Laškova

Nejzajímavějším historickým i archeologickým místem jsou valové pozůstatky starověkého hradiště Rmíz nacházejícím se na stejnojmenném skalním ostrohu směrem od Laškova. Hradiště má tři pásma opevnění, kdy první má rozlohu 17,5 ha, nejmenší třetí 9,4 ha. Jedná se o nejstarší kamennou hradební konstrukci v České republice a jednu z nejstarších v Evropě vůbec. V oblasti byly učiněny nálezy osídlení z období eneolitu kultury lidu s nálevkovitými poháry a kultury lidu s kanelovanou keramikou, což dokazuje, že místo bylo v historii několikrát osídleno. Mimo to zde byly nalezeny hliněné plastiky, pravěké kamenné i kostěné nástroje, stejně tak pozůstatky pecí.
Místo bylo později osídleno lidem kultury popelnicových polí, v době halštatu a později i raném středověku.
Menší archeologické lokality jsou na stráni Pazourek a Křemela. Samotným údolím Šumice procházela kupecká stezka.

## Galerie

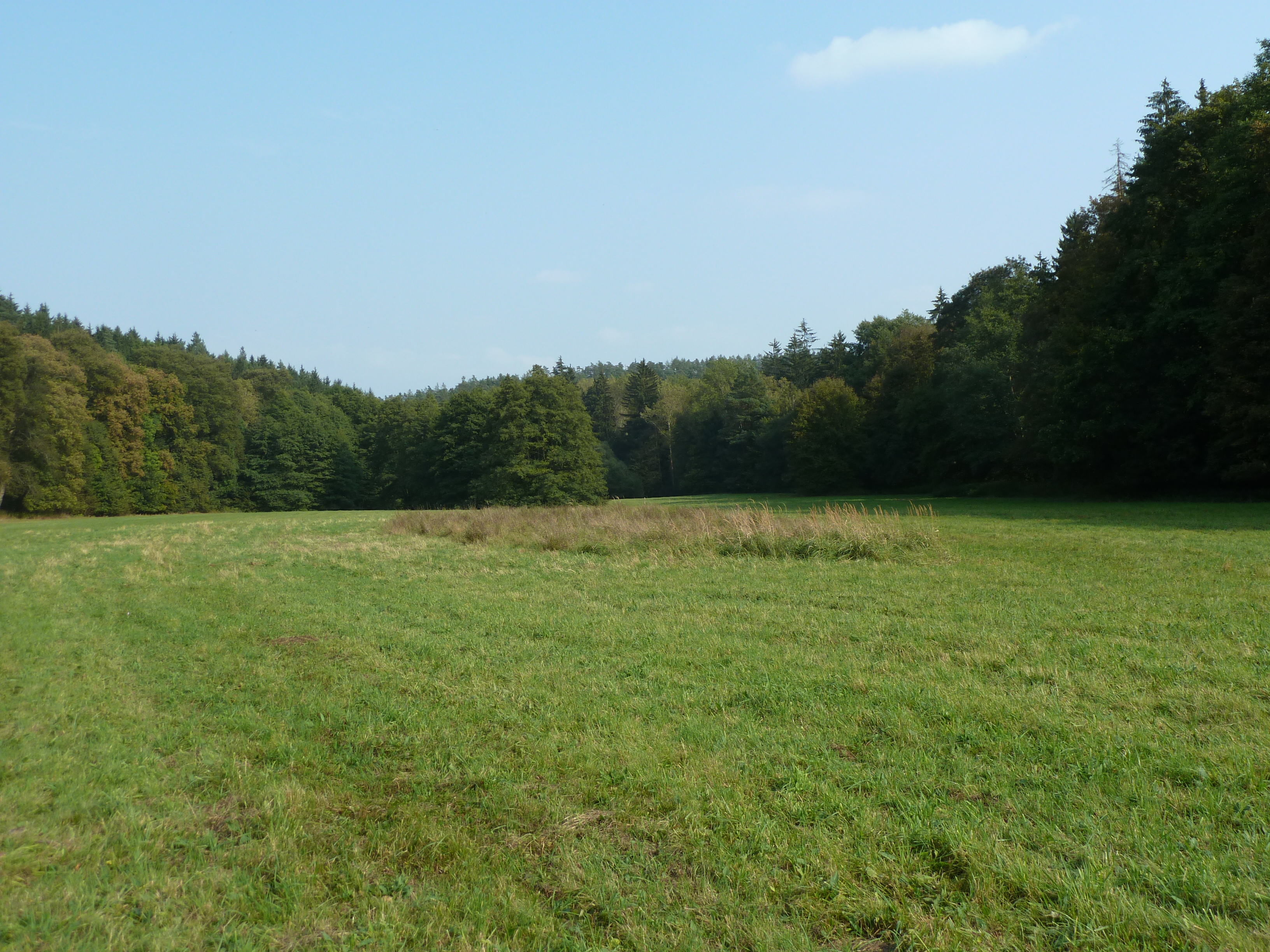
Posečená louka v PR Terezské údolí s ponecháním neposečené části (úkryt pro živočichy)
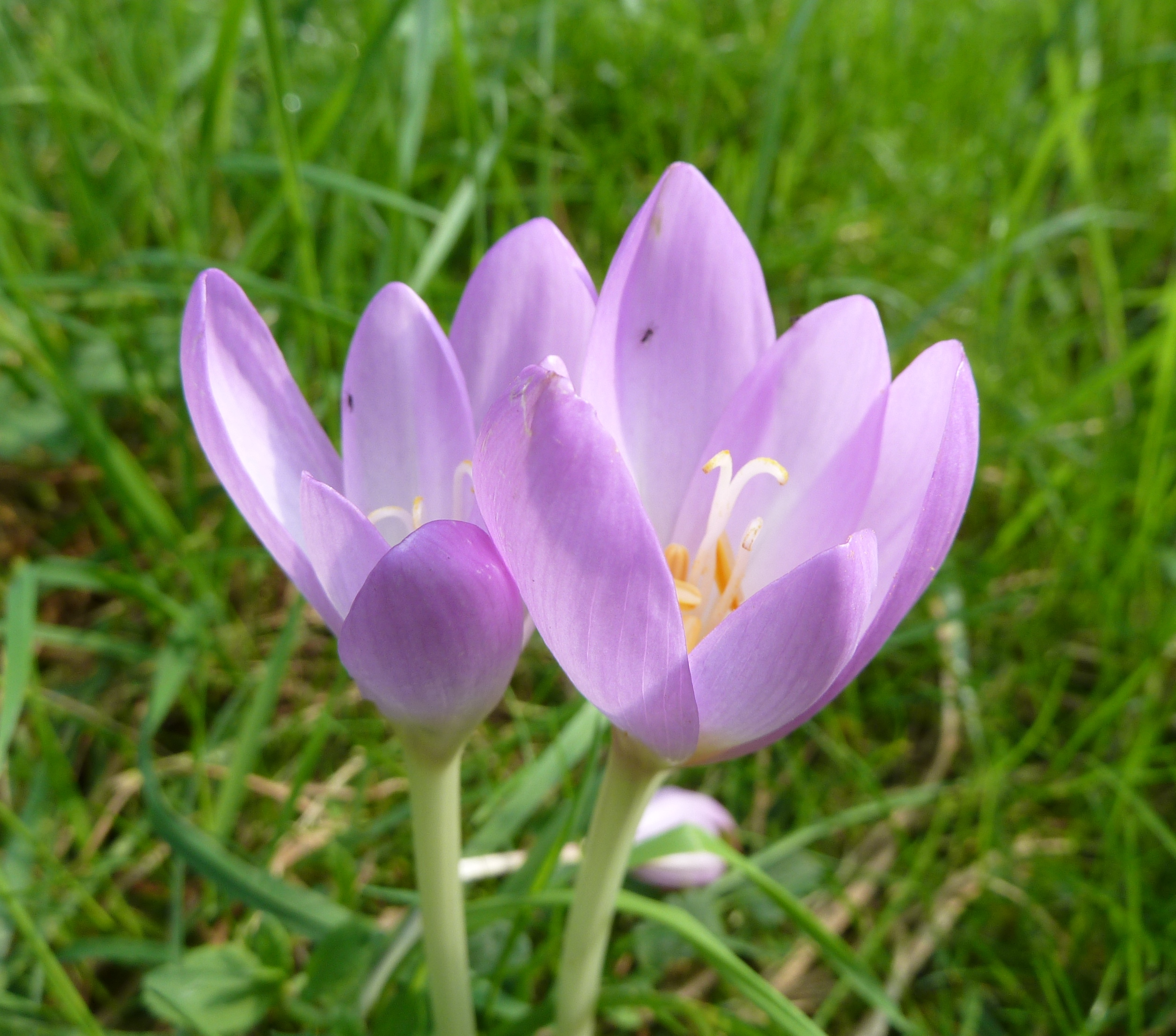
Ocún jesenní kvetoucí na zdejší louce
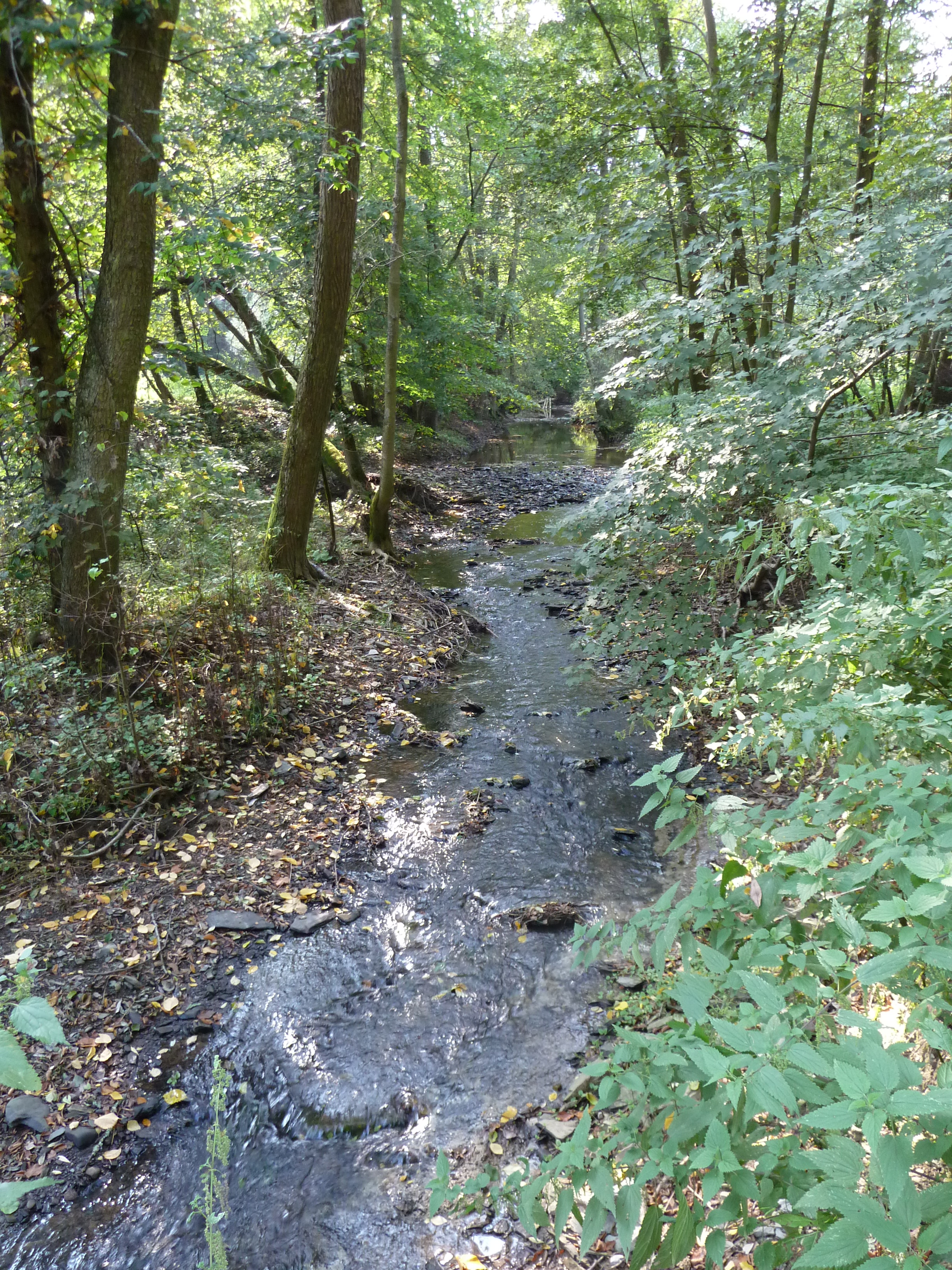
Říčka Šumice
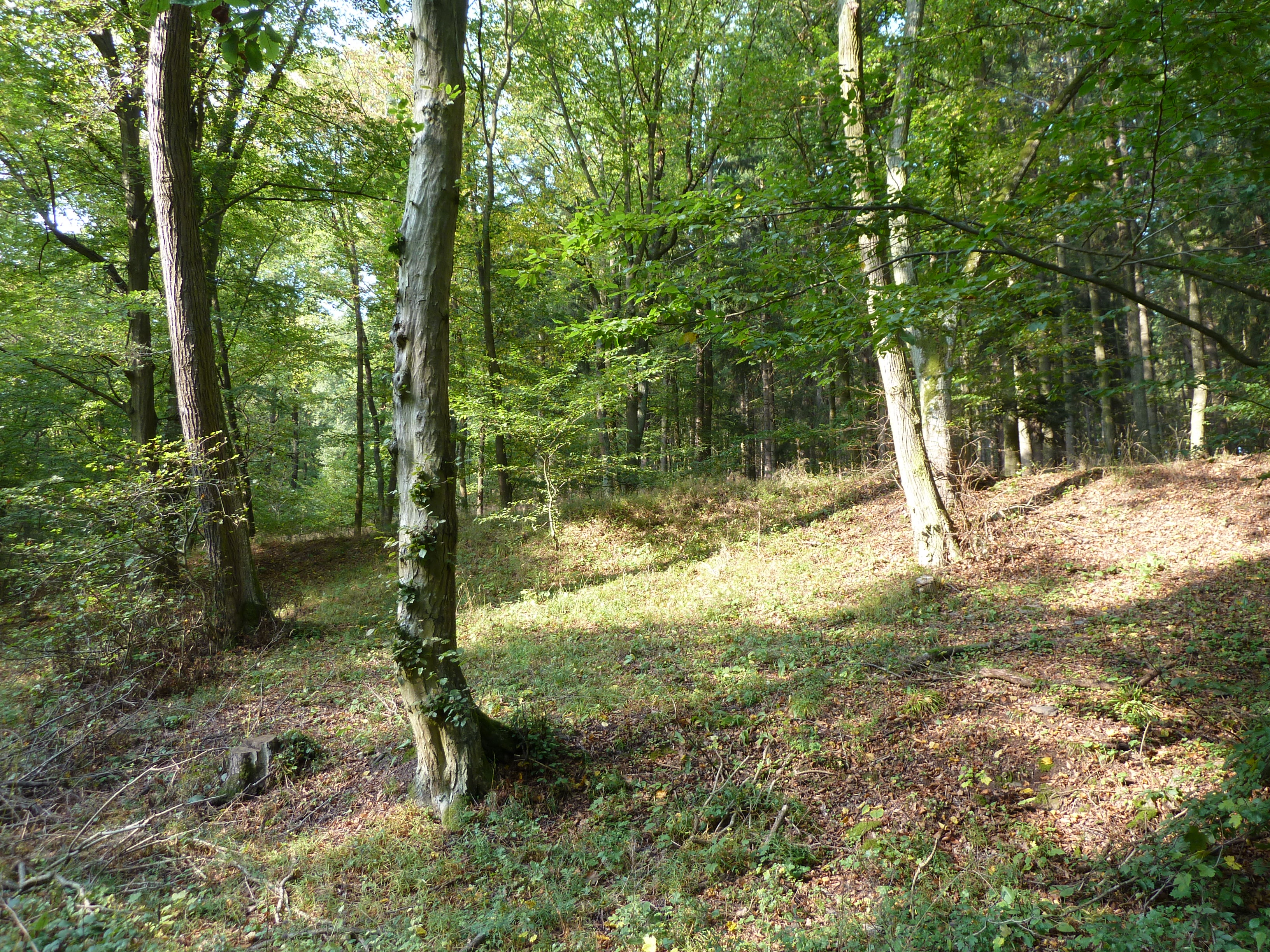
Les (rozvolněná dubohabřina)